# Keith Scott
Keith Douglas Scott (Vancouver, 20 luglio 1954) è un musicista canadese, chitarrista di Bryan Adams dal 1981.

## Biografia

### Primi anni
I genitori di Scott erano musicisti, suo padre suonava il pianoforte in un gruppo Jazz e sua madre cantava occasionalmente. Ha anche tre fratelli, Ryan, Ellen e Lea-Anne. Da giovane ha svolto diversi lavori, come fattorino di giornali, capo scout e altri lavori. Come introduzione nel campo musicale, iniziò a suonare il flauto nell'orchestra di una scuola, dove studiò. All'età di quattordici anni si è orientato verso la chitarra acustica, avendolo come hobby, ma non ha mai preso lezioni (anche a quel tempo suonava in una chiesa cattolica). La sua attività di musicista e chitarrista è iniziata nel 1971 quando Scott ha formato una band con ragazzi che aveva conosciuto a scuola, in quel periodo acquistò una Fender Stratocaster usata degli anni '60, poco dopo trovò lavoro con band più note come "Bowser Moon", "The Handley Page Group" e  "Zingo", suonando circa 300 spettacoli all'anno nell'allora redditizia scena dei Night club.

### Bryan Adams
Ha incontrato Bryan Adams in Ontario nell'estate del 1976, ma fu solo cinque anni dopo che il cantautore lo chiamò e gli offrì un posto nella sua band. Alla fine del 1981, subito dopo che Scott si fu insediato tra le file di Adams, iniziarono a lavorare su Cuts Like a Knife, il terzo album di Adams. Pubblicato nella prima parte dell'anno successivo, servì come svolta commerciale per Adams prima che il seguito del 1984,Reckless, gli portò fama e fortuna in tutto il mondo.
Nella band di supporto ad Adams ha principalmente il ruolo di chitarra solista e occasionalmente di chitarra ritmica. Nel 2006 Adams è stato inserito nella Hall Music of Fame ai Juno Awards del Canada, e ha dichiarato che Keith Scott è il suo miglior amico. In un post su Twitter del maggio 2016, Adams ha descritto Scott come "il chitarrista più sottovalutato di sempre".

### Altre attività
Scott con il batterista Mickey Curry e Mark Holden (il membro fondatore della rock band canadese Boulevard) hanno creato una band chiamata The Fontanas. La band ha pubblicato un album omonimo genere musicale Surf rock.
Nel 1993 ha inciso due brani Looking for the One e Gallery of Dreams per la serie televisiva Highlander. In rare occasioni, Scott ha suonato le sue canzoni in concerti di Adams: per esempio, "You're The Reason I Wear Black", durante il loro tour in Giappone nel corso del 1990. Oltre la sua lunga collaborazione con Adams, ha lavorato e collaborato per Cher, Tina Turner, Bryan Ferry, Tom Cochrane, Carly Simon, David Bowie, Bonnie Raitt, Britney Spears, Michael Bublé, Jann Arden, Joe Bonamassa, Glass Tiger, Mitch Malloy, Dion DiMucci, Mick Ronson, Anne Murray, Paul Rodgers e João Pedro Pais.

### Vita privata
Keith Scott risiede a San Diego in California, con la sua famiglia. È sposato e ha due figli, Noa e Kimberly Wyatt.

## Stile musicale

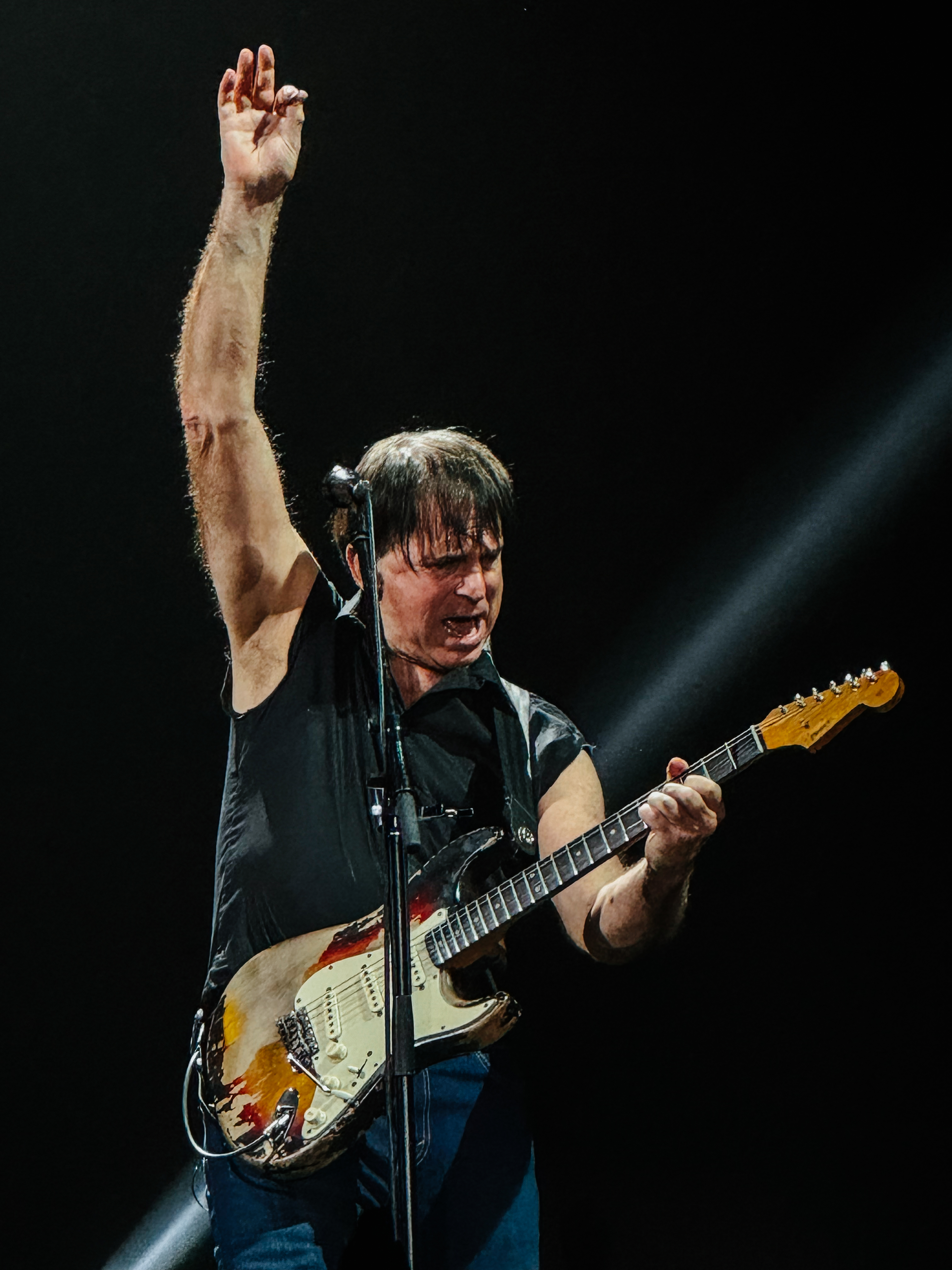
Keith Scott nel 2024

Keith Scott è considerato l'esempio perfetto di musicista al servizio della band (il cosiddetto sidemen). Sebbene talentuoso e creativo, Scott subordina sempre il suo modo di suonare la chitarra alla rispettiva canzone o al leader della band. Scott è sempre stato caratterizzato dalla sua grande modestia, modestia quando si tratta di chitarre, soprattutto, questo fatto è molto visibile nelle registrazioni in studio, per la realizzazione di assoli di chitarra melodici apparentemente "semplici", sebbene molto profondi e persino un po' "sentimentali"; un mix infuocato e sofisticato di blues grintoso e sottili sfumature jazz, a volte anche usando un minimo di distorsione o effetti a pedale wah wah. Nei concerti che tiene con Bryan Adams, è molto comune trovarlo a fare accompagnamento ritmico della chitarra o armonizzandosi con accordi e arpeggi. Tuttavia, negli anni 80, nei brani live Fits Ya Good e I'm Ready si lasciava andare ad assoli funambolici e virtuosismi. Adams spesso permette a Scott di eseguire una "canzone vetrina" per mostrare le sue abilità con un assolo improvvisato come il guitar flip (consiste nel far girare a 360° la chitarra attorno al corpo), a volte comporta l'uso della asta microfonica, bottiglie di birra, o altri oggetti che possono essere applicati alle corde della chitarra. Negli ultimi anni in particolare sui temi "It's Only Love", "Touch The Hand" e "Hearts on Fire". Scrivendo per Premier Guitar, il bassista e produttore di Nashville Victor Brodén ha scritto:
(Victor Brodén)
 Fra i suoi ammiratori in particolare c'era Eddie van Halen, il quale teneva particolarmente in grande considerazione Scott. Elogi sono stati fatti da Neal Schon, con il quale ha condiviso il palco durante il Frontiers Tour dei Journey.
(Neal Schon])
Altri elogi sono stati fatti da Richie Faulkner, il quale ha apprezzato il lavoro fatto da Scott nell'album Into the Fire. Fra i chitarristi italiani è apprezzato da Cesareo di Elio e le Storie Tese.

Durante la presentazione del libro Louder Than Words: Beyond the Backstage Pass (2024) del chitarrista, giornalista rock e autore Joe Matera, l'autore ha scelto un assolo di chitarra come uno dei preferiti di tutti i tempi. La canzone e l'assolo in questione non sono altro che Native Son dell'album Into the Fire di Bryan Adams, Matera in merito ha detto: 
(Joe Matera)

### influenze
Le sue influenze sono da ricercarsi principalmente in musicisti Blues quali Jimi Hendrix, Eric Clapton e Jeff Beck e nella Jazz fusion di John McLaughlin oltre a band come Deep Purple e Led Zeppelin.

## Strumentazione e Equipaggiamento

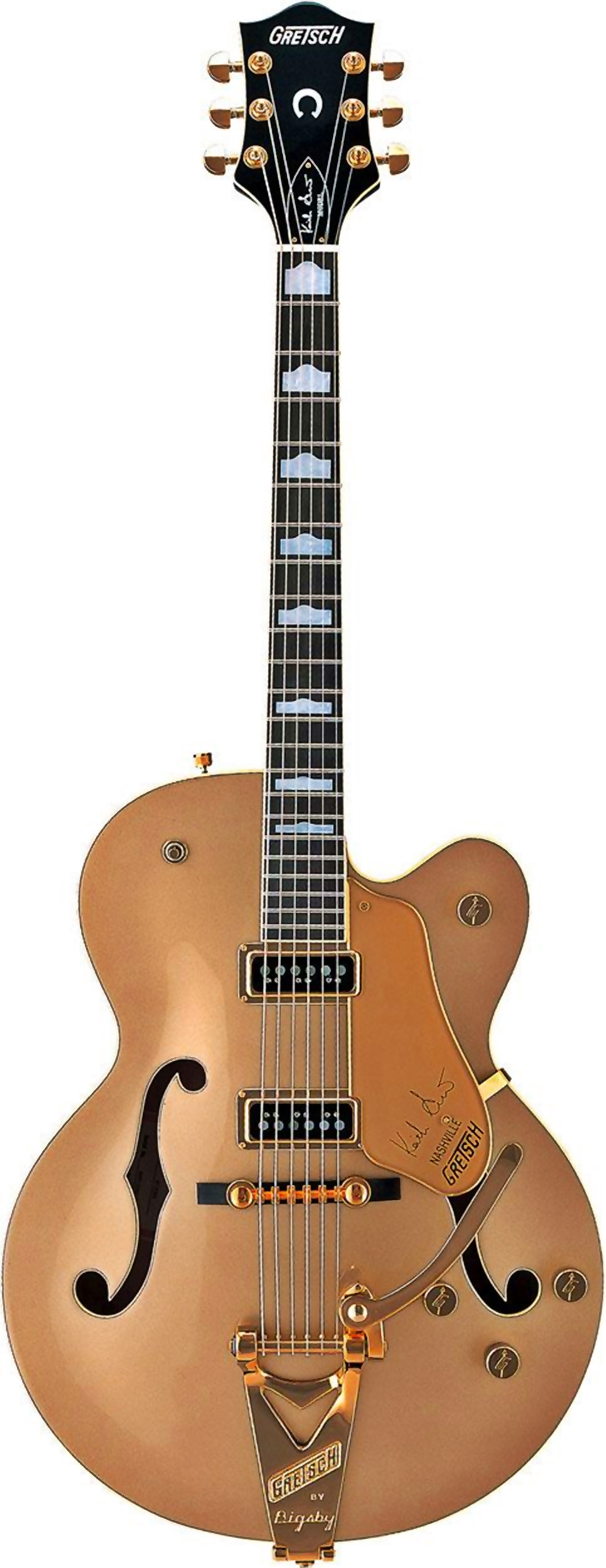
La G6120KS Nashville che Gretsch ha voluto dedicare a Keith Scott

Keith Scott usa molte chitarre elettriche e acustiche, nel corso della sua lunga carriera ha usato varie Fender, Gibson e Gretsch.
Principalmente chitarrista, suona tuttavia anche altri strumenti tra cui il Basso. Scott utilizza una varietà di pedali Boss e un Ibanez Tube Screamer.L'azienda Gretsch ha prodotto una chitarra firmata 90's Gretsch Gold G6120KS Keith Scott Nashville, come ringraziamento a Scott per aver usato la sua chitarra Gretsch per il video di (Everything I Do) I Do It for You. La chitarra alla quale è più affezionato è una Fender Stratocaster bianca del 1976 denominata "The Beast", tra le specifiche ci sono i pickup al manico e al centro rimossi e il pickup al ponte sostituito con un Humbucker. La chitarra è stata usata tra l'altro nel video del brano Please Forgive Me.

## Discografia con Bryan Adams
- 1983 – Cuts Like a Knife
- 1984 – Reckless
- 1987 – Into the Fire
- 1991 – Waking Up the Neighbours
- 1996 – 18 til I Die
- 1998 – On a Day Like Today
- 2004 – Room Service
- 2008 – 11
- 2014 – Tracks of My Years
- 2015 – Get Up
- 2019 – Shine a Light
- 2022 – So Happy It Hurts

### Con Michael Buble
- 2007 – Call Me Irresponsible
- 2009 – Crazy Love
- 2011 – Christmas
- 2013 – To Be Loved

### Con Jann Arden
- 2011 – Uncover Me, Vol. 2
- 2014 – Everything Almost

### Con altri Artisti
- 1984 – Fast Forward - Living in Fiction
- 1985 – Bryan Ferry - Boys and Girls
- 1985 – Strange Advance - 2WO
- 1986 – Tina Turner - Break Every Rule
- 1986 – Glass Tiger - Thin Red Line
- 1987 – Carly Simon - Coming Around Again
- 1988 – Glass Tiger - Diamond Sun
- 1989 – Dion DiMucci - Yo Frankie
- 1991 – Cher - Love Hurts
- 1993 – Tina Turner - What's Love Got to Do with It
- 1994 – Mick Ronson - Heaven and Hull
- 1995 – Bonnie Raitt - Road Tested
- 1996 – Anne Murray - Anne Murray
- 2000 – Britney Spears - Oops!... I Did It Again
- 2004 - João Pedro Pais - Tudo Bem
- 2004 – Ready for the World - She Said She Wants Some
- 2011 – Mitch Malloy - Love Song
- 2012 – Nelly Furtado - The Spirit Indestructible
- 2023 – Paul Rodgers - Midnight Rose

## Tour con Bryan Adams
- 1981 - 1982 – You Want It You Got It Tour
- 1983 - 1984 – Cuts Like a Knife Tour
- 1984 - 1985 – Recklees Tour
- 1986 – Amnesty International / Conspiracy of Hope Tour
- 1987 - 1988 – Into the Fire Tour
- 1991 - 1993 – Waking Up the World Tour
- 1993 - 1994 – So Far So Good Tour
- 1996 - 1997 – 18 til I Die Tour
- 1997 - 1998 – Unplugged Tour
- 1999 – White Elephant Tour
- 1999 - 2001 – The Best of Me Tour
- 2002 - 2004 – Here I Am Tour
- 2004 - 2005 – Room Service Tour
- 2005 - 2008 – Anthology Tour
- 2008 - 2009 – 11 Tour / Acoustic Show
- 2010 - 2014 – The Bare Bones Tour
- 2014 - 2015 – Reckless 30th Anniversary Tour
- 2016 - 2017 – Get Up Tour
- 2018 – The Ultimate Tour
- 2019 - 2020 – Shine a Light Tour
- 2022 - 2024 – So Happy It Hurts Tour
- 2025 – Roll With The Punches Tour